# Collegio di Stroud
Stroud è un collegio elettorale inglese situato nel Gloucestershire e rappresentato alla Camera dei comuni del Parlamento del Regno Unito. Elegge un membro del parlamento con il sistema maggioritario a turno unico; l'attuale parlamentare è Simon Opher del Partito Laburista, che rappresenta il collegio dal 2024.

## Estensione

Stroud dal 2010 al 2024

Il collegio di Stroud è composto dai seguenti ward: 
- 2010-2024: Amberley and Woodchester, Berkeley, Bisley, Caincross, Cam East, Cam West, Central, Chalford, Coaley and Uley, Dursley, Eastington and Standish, Farmhill and Paganhill, Hardwicke, Nailsworth, Over Stroud, Painswick, Rodborough, Severn, Slade, Stonehouse, The Stanleys, Thrupp, Trinity, Uplands, Upton St Leonards, Vale e Valley, tutti situati nel distretto di Stroud;
- dal 2024: Amberley and Woodchester; Berkeley Vale; Cainscross; Cam East; Cam West; Chalford; Coaley and Uley; Dursley; Nailsworth; Randwick, Whiteshill and Ruscombe; Rodborough; Severn; Stonehouse; Stroud Central; Stroud Farmhill and Paganhill; Stroud Slade; Stroud Trinity; Stroud Uplands; Stroud Valley; The Stanleys; Thrupp e Wotton-under-Edge, tutti situati nel distretto di Stroud.[1]

Il confine nord-occidentale del collegio è costituito dal fiume Severn, che scorre da Gloucester fino all'estuario del fiume.

## Profilo
Stroud sorge a sud di Gloucester, tra i due grandi collegi rurali di The Cotswolds e Forest of Dean. Anche se è parzialmente situato nelle Cotswolds Hills, Stroud è molto minore in termini di area ed è più industrializzato dei collegi vicini.
Gran parte del collegio è rurale; anche se è poco densamente popolato, nel centro del collegio è presente una cintura di villaggi piccoli ma urbanizzati, tra cui Caincross, Cam e Rodborough.
Tra le principali città-mercato vi sono Stroud stessa, e le città minori di Berkeley, Stonehouse e Nailsworth.
I disoccupati e le persone in cerca di lavoro, nel novembre 2012, erano significativamente sotto la media nazionale del 3,8%, posizionandosi al 2,1% della popolazione (dati forniti sulla base di una statistica di The Guardian).

## Membri del parlamento

### 1832-1885
| Elezione     | Primo deputato                  | Primo deputato                  | Partito                         | Secondo deputato                | Secondo deputato                | Partito                         |
| ------------ | ------------------------------- | ------------------------------- | ------------------------------- | ------------------------------- | ------------------------------- | ------------------------------- |
| 1832         |                                 | David Ricardo                   | Liberale                        |                                 | William Henry Hyett             | Liberale                        |
| 1833 (S)     | George Poulett Scrope           |                                 | Liberale                        |                                 | William Henry Hyett             | Liberale                        |
| 1835         | George Poulett Scrope           | Charles Richard Fox             | Liberale                        |                                 |                                 | Liberale                        |
| 1835 (S)     | George Poulett Scrope           | Lord John Russell               | Liberale                        |                                 |                                 | Liberale                        |
| 1841         | George Poulett Scrope           | William Henry Stanton           | Liberale                        |                                 |                                 | Liberale                        |
| 1852         | George Poulett Scrope           | Henry Reynolds-Moreton          | Liberale                        |                                 |                                 | Liberale                        |
| 1853 (S)     | George Poulett Scrope           | Edward Horsman                  | Liberale                        |                                 |                                 | Liberale                        |
| 1867 (S)     | Henry Winterbotham              | Edward Horsman                  | Liberale                        |                                 |                                 | Liberale                        |
| 1868         | Henry Winterbotham              | Sebastian Dickinson             | Liberale                        |                                 |                                 | Liberale                        |
| 1874 (S)     |                                 | Sebastian Dickinson             | John Dorington                  | Conservatore                    |                                 | Liberale                        |
| 1874         |                                 | Sebastian Dickinson             | Walter John Stanton             | Liberale                        |                                 | Liberale                        |
| Mag 1874 (S) |                                 | John Dorington                  | Conservatore                    | Alfred John Stanton             |                                 | Liberale                        |
| Lug 1874 (S) |                                 | Henry Brand                     | Liberale                        | Alfred John Stanton             |                                 | Liberale                        |
| 1875 (S)     | Samuel Marling                  |                                 | Liberale                        | Alfred John Stanton             |                                 | Liberale                        |
| 1880         | Walter John Stanton             | Henry Brand                     | Liberale                        |                                 |                                 | Liberale                        |
| 1885         | Il collegio diventa uninominale | Il collegio diventa uninominale | Il collegio diventa uninominale | Il collegio diventa uninominale | Il collegio diventa uninominale | Il collegio diventa uninominale |

### Dal 1885
| Elezione | Elezione             | Deputato            | Partito           |
| -------- | -------------------- | ------------------- | ----------------- |
|          | 1885                 | Henry Brand         | Liberale          |
|          | 1886                 | George Holloway     | Conservatore      |
|          | 1892                 | David Brynmor Jones | Liberale          |
|          | 1895                 | Charles Cripps      | Conservatore      |
|          | 1900                 | Charles Allen       | Liberale          |
| 1918     | Robert Ashton Lister |                     | Liberale          |
|          | 1922                 | Stanley Tubbs       | Conservatore      |
|          | 1923                 | Frederick Guest     | Liberale          |
|          | 1924                 | Frank Nelson        | Conservatore      |
| 1931 (S) | Walter Perkins       |                     | Conservatore      |
|          | 1945                 | Ben Parkin          | Laburista         |
|          | 1950                 | Collegio abolito    | Collegio abolito  |
|          | 1955                 | Collegio ricreato   | Collegio ricreato |
|          | 1955                 | Anthony Kershaw     | Conservatore      |
| 1987     | Roger Knapman        |                     | Conservatore      |
|          | 1997                 | David Drew          | Laburista Co-Op   |
|          | 2010                 | Neil Carmichael     | Conservatore      |
|          | 2017                 | David Drew          | Laburista Co-Op   |
|          | 2019                 | Siobhan Baillie     | Conservatore      |
|          | 2024                 | Simon Opher         | Laburista         |

## Elezioni

### Elezioni negli anni 2020
| Partito                    | Partito                                           | Candidato                  | Risultati 4 luglio 2024 | Risultati 4 luglio 2024 |
| Partito                    | Partito                                           | Candidato                  | Voti                    | %                       |
| -------------------------- | ------------------------------------------------- | -------------------------- | ----------------------- | ----------------------- |
|                            | Laburista                                         | Simon Opher                | 25 607                  | 46,37                   |
|                            | Conservatore                                      | Siobhan Baillie            | 14 219                  | 25,75                   |
|                            | Reform UK                                         | Chris Lester               | 6 329                   | 11,46                   |
|                            | Lib Dem                                           | Pete Kennedy               | 5 729                   | 10,37                   |
|                            | Verdi                                             | George James               | 2 913                   | 5,28                    |
|                            | Indipendente                                      | Saskia Whitfield           | 261                     | 0,47                    |
|                            | Volt                                              | Jason Hughes               | 163                     | 0,30                    |
|                            |                                                   |                            |                         |                         |
| Iscritti                   | Iscritti                                          | Iscritti                   | 77 912                  | 100,00                  |
| ↳ Votanti (% su iscritti)  | ↳ Votanti (% su iscritti)                         | ↳ Votanti (% su iscritti)  | 55 244                  | 70,91                   |
| ↳ Astenuti (% su iscritti) | ↳ Astenuti (% su iscritti)                        | ↳ Astenuti (% su iscritti) | 22 668                  | 29,09                   |
|                            |                                                   |                            |                         |                         |
|                            | Esito: collegio passa da Conservatore a Laburista |                            |                         |                         |

### Elezioni negli anni 2010
| Partito                    | Partito                                                 | Candidato                  | Risultati 12 dicembre 2019 | Risultati 12 dicembre 2019 |
| Partito                    | Partito                                                 | Candidato                  | Voti                       | %                          |
| -------------------------- | ------------------------------------------------------- | -------------------------- | -------------------------- | -------------------------- |
|                            | Conservatore                                            | Siobhan Baillie            | 31 582                     | 47,90                      |
|                            | Laburista Co-Op                                         | David Drew                 | 27 742                     | 42,08                      |
|                            | Verdi                                                   | Molly Scott Cato           | 4 954                      | 7,51                       |
|                            | Brexit                                                  | Desi Latimer               | 1 085                      | 1,65                       |
|                            | Libertariano                                            | Glenville Gogerly          | 567                        | 0,86                       |
|                            |                                                         |                            |                            |                            |
| Iscritti                   | Iscritti                                                | Iscritti                   | 84 536                     | 100,00                     |
| ↳ Votanti (% su iscritti)  | ↳ Votanti (% su iscritti)                               | ↳ Votanti (% su iscritti)  | 65 930                     | 77,99                      |
| ↳ Astenuti (% su iscritti) | ↳ Astenuti (% su iscritti)                              | ↳ Astenuti (% su iscritti) | 18 606                     | 22,01                      |
|                            |                                                         |                            |                            |                            |
|                            | Esito: collegio passa da Laburista Co-Op a Conservatore |                            |                            |                            |

| Partito                    | Partito                                                 | Candidato                  | Risultati 8 giugno 2017 | Risultati 8 giugno 2017 |
| Partito                    | Partito                                                 | Candidato                  | Voti                    | %                       |
| -------------------------- | ------------------------------------------------------- | -------------------------- | ----------------------- | ----------------------- |
|                            | Laburista Co-Op                                         | David Drew                 | 29 994                  | 47,00                   |
|                            | Conservatore                                            | Neil Carmichael            | 29 307                  | 45,92                   |
|                            | Lib Dem                                                 | Max Wilkinson              | 2 053                   | 3,22                    |
|                            | Verdi                                                   | Sarah Lunnon               | 1 423                   | 2,23                    |
|                            | UKIP                                                    | Glenville Gogerly          | 1 039                   | 1,63                    |
|                            |                                                         |                            |                         |                         |
| Iscritti                   | Iscritti                                                | Iscritti                   | 82 839                  | 100,00                  |
| ↳ Votanti (% su iscritti)  | ↳ Votanti (% su iscritti)                               | ↳ Votanti (% su iscritti)  | 63 816                  | 77,04                   |
| ↳ Astenuti (% su iscritti) | ↳ Astenuti (% su iscritti)                              | ↳ Astenuti (% su iscritti) | 19 023                  | 22,96                   |
|                            |                                                         |                            |                         |                         |
|                            | Esito: collegio passa da Conservatore a Laburista Co-Op |                            |                         |                         |

| Partito                    | Partito                                   | Candidato                  | Risultati 7 maggio 2015 | Risultati 7 maggio 2015 |
| Partito                    | Partito                                   | Candidato                  | Voti                    | %                       |
| -------------------------- | ----------------------------------------- | -------------------------- | ----------------------- | ----------------------- |
|                            | Conservatore                              | Neil Carmichael            | 27 813                  | 45,73                   |
|                            | Laburista Co-Op                           | David Drew                 | 22 947                  | 37,73                   |
|                            | UKIP                                      | Caroline Stephens          | 4 848                   | 7,97                    |
|                            | Verdi                                     | Sarah Lunnon               | 2 779                   | 4,57                    |
|                            | Lib Dem                                   | Adrian Walker-Smith        | 2 086                   | 3,43                    |
|                            | Indipendente                              | Richard Wilson             | 246                     | 0,40                    |
|                            | Free Public Transport                     | David Michael              | 100                     | 0,16                    |
|                            |                                           |                            |                         |                         |
| Iscritti                   | Iscritti                                  | Iscritti                   | 80 544                  | 100,00                  |
| ↳ Votanti (% su iscritti)  | ↳ Votanti (% su iscritti)                 | ↳ Votanti (% su iscritti)  | 60 819                  | 75,51                   |
| ↳ Astenuti (% su iscritti) | ↳ Astenuti (% su iscritti)                | ↳ Astenuti (% su iscritti) | 19 725                  | 24,49                   |
|                            |                                           |                            |                         |                         |
|                            | Esito: collegio confermato a Conservatore |                            |                         |                         |

| Partito                    | Partito                                                 | Candidato                  | Risultati 6 maggio 2010 | Risultati 6 maggio 2010 |
| Partito                    | Partito                                                 | Candidato                  | Voti                    | %                       |
| -------------------------- | ------------------------------------------------------- | -------------------------- | ----------------------- | ----------------------- |
|                            | Conservatore                                            | Neil Carmichael            | 23 679                  | 40,84                   |
|                            | Laburista Co-Op                                         | David Drew                 | 22 380                  | 38,60                   |
|                            | Lib Dem                                                 | Dennis Andrewartha         | 8 955                   | 15,45                   |
|                            | Verdi                                                   | Martin Whiteside           | 1 542                   | 2,66                    |
|                            | UKIP                                                    | Steve Parker               | 1 301                   | 2,24                    |
|                            | Indipendente                                            | Alan Lomas                 | 116                     | 0,20                    |
|                            |                                                         |                            |                         |                         |
| Iscritti                   | Iscritti                                                | Iscritti                   | 78 286                  | 100,00                  |
| ↳ Votanti (% su iscritti)  | ↳ Votanti (% su iscritti)                               | ↳ Votanti (% su iscritti)  | 57 973                  | 74,05                   |
| ↳ Astenuti (% su iscritti) | ↳ Astenuti (% su iscritti)                              | ↳ Astenuti (% su iscritti) | 20 313                  | 25,95                   |
|                            |                                                         |                            |                         |                         |
|                            | Esito: collegio passa da Laburista Co-Op a Conservatore |                            |                         |                         |

### Elezioni negli anni 2000
| Partito                    | Partito                                      | Candidato                  | Risultati 5 maggio 2005 | Risultati 5 maggio 2005 |
| Partito                    | Partito                                      | Candidato                  | Voti                    | %                       |
| -------------------------- | -------------------------------------------- | -------------------------- | ----------------------- | ----------------------- |
|                            | Laburista Co-Op                              | David Drew                 | 22 527                  | 39,61                   |
|                            | Conservatore                                 | Neil Carmichael            | 22 177                  | 38,99                   |
|                            | Lib Dem                                      | Peter Hirst                | 8 026                   | 14,11                   |
|                            | Verdi                                        | Martin Whiteside           | 3 056                   | 5,37                    |
|                            | UKIP                                         | Edward Noble               | 1 089                   | 1,91                    |
|                            |                                              |                            |                         |                         |
| Iscritti                   | Iscritti                                     | Iscritti                   | 79 757                  | 100,00                  |
| ↳ Votanti (% su iscritti)  | ↳ Votanti (% su iscritti)                    | ↳ Votanti (% su iscritti)  | 56 875                  | 71,31                   |
| ↳ Astenuti (% su iscritti) | ↳ Astenuti (% su iscritti)                   | ↳ Astenuti (% su iscritti) | 22 882                  | 28,69                   |
|                            |                                              |                            |                         |                         |
|                            | Esito: collegio confermato a Laburista Co-Op |                            |                         |                         |

| Partito                    | Partito                                      | Candidato                  | Risultati 7 giugno 2001 | Risultati 7 giugno 2001 |
| Partito                    | Partito                                      | Candidato                  | Voti                    | %                       |
| -------------------------- | -------------------------------------------- | -------------------------- | ----------------------- | ----------------------- |
|                            | Laburista Co-Op                              | David Drew                 | 25 685                  | 46,55                   |
|                            | Conservatore                                 | Neil Carmichael            | 20 646                  | 37,42                   |
|                            | Lib Dem                                      | Janice Beasley             | 6 036                   | 10,94                   |
|                            | Verdi                                        | Kevin Cranston             | 1 913                   | 3,47                    |
|                            | UKIP                                         | Adrian Blake               | 895                     | 1,62                    |
|                            |                                              |                            |                         |                         |
| Iscritti                   | Iscritti                                     | Iscritti                   | 79 757                  | 100,00                  |
| ↳ Votanti (% su iscritti)  | ↳ Votanti (% su iscritti)                    | ↳ Votanti (% su iscritti)  | 56 875                  | 71,31                   |
| ↳ Astenuti (% su iscritti) | ↳ Astenuti (% su iscritti)                   | ↳ Astenuti (% su iscritti) | 22 882                  | 28,69                   |
|                            |                                              |                            |                         |                         |
|                            | Esito: collegio confermato a Laburista Co-Op |                            |                         |                         |

## Risultati dei referendum

### Referendum sulla permanenza del Regno Unito nell'Unione europea del 2016
|             | Collegio    | Lasciare UE % | Rimanere in UE % |
| ----------- | ----------- | ------------- | ---------------- |
|             | Stroud      | 45,9%         | 54,1%            |
|             | Inghilterra | 53,3%         | 46,7%            |
| Regno Unito | 51,9%       | 48,1%         |                  |